# Персоналізований пошук
Персоналізований пошук - це результат вебпошуку, який спеціально пристосований до інтересів особи шляхом включення інформації про особу за межами конкретного наданого запиту. Існує два загальних підходи до персоналізації результатів пошуку, що включають модифікацію запиту користувача та перерахування результатів пошуку. 

## Історія
Google представив персоналізований пошук у 2004 році, а у 2005 році він був запроваджений до пошуку Google. Google реалізував персоналізований пошук для всіх користувачів, а не лише тих, хто має обліковий запис Google. Існує не так багато інформації про те, як саме Google персоналізує їх пошук; однак вважається, що вони використовують мову користувача, місцеположення та вебісторію . 
Ранні пошукові системи, такі як Google та AltaVista, знаходили результати лише на основі ключових слів. Персоналізований пошук, запроваджений Google, став набагато складнішим з метою "зрозуміти, що саме ви маєте на увазі, і дати вам саме те, що ви хочете".  Використовуючи математичні алгоритми, пошукові системи тепер можуть повертати результати на основі кількості посилань на сайти та з них; чим більше посилань має сайт, тим вище він розміщується на сторінці.  Пошукові системи мають два ступені досвіду: дрібний експерт і глибокий експерт. Експерт із найдрібнішого ступеня служить свідком, який знає якусь конкретну інформацію про дану подію. Натомість глибокий фахівець володіє зрозумілими знаннями, які дають йому можливість передавати унікальну інформацію, що стосується кожного конкретного запитувача.  Якщо людина знає, чого вона хоче, тоді пошукова машина буде діяти як неглибокий експерт і просто знайде цю інформацію. Але пошукові системи здатні також мати глибокий досвід у тому, що вони ранжують результати, вказуючи на те, що ті, хто знаходиться вгорі, більш відповідають потребам користувача, ніж ті, що вказані нижче. 
Хоча багато пошукових систем користуються перевагами інформації про людей загалом або про конкретні групи людей, персоналізований пошук залежить від унікального для користувача профілю користувача. Системи досліджень, які персоналізують результати пошуку, по-різному моделюють своїх користувачів. Деякі покладаються на користувачів, явно вказуючи їх інтереси, або на демографічні / когнітивні характеристики.   Однак інформацію, яку надає користувач, може бути важко зібрати та оновлювати. Інші побудували неявні моделі користувачів на основі вмісту, який користувач прочитав, або їх історії взаємодії з вебсторінками.     
Існує кілька загальнодоступних систем персоналізації результатів вебпошуку (наприклад, Google Персоналізований пошук та персоналізація результатів пошуку Bing  ). Однак технічні деталі та оцінки цих комерційних систем є власністю. Одним із методів, який Google використовує для персоналізації пошукових запитів для своїх користувачів, є відстеження часу входу та того, чи користувач увімкнув історію вебпошуку у своєму браузері. Якщо користувач багато разів звертається до одного вебсайту за результатами пошуку від Google, він вважає, що ця сторінка йому подобається. Отже, коли користувачі здійснюють певні пошуки, персоналізований алгоритм пошуку від Google підсилює сторінку, просуваючи її вгору по рейтингах. Навіть якщо користувач вийшов з системи, Google може персоналізувати їх результати, оскільки він зберігає 180-денний запис того, що шукав певний веббраузер, пов’язаний із файлом cookie в цьому браузері. 
У пошукових системах на платформах соціальних мереж, таких як Facebook або LinkedIn, персоналізація може бути досягнута шляхом однорідного використання пошукових запитів та результатів.  Наприклад, у пошуку людей часто шукачі цікавляться людьми з тих самих соціальних кіл, галузей чи компаній. Під час пошуку роботи шукачі, як правило, цікавляться роботою в подібних компаніях, роботою в сусідніх місцях та роботами, що вимагають знань, подібних до їх власних.
Для того, щоб краще зрозуміти, як персоналізовані результати пошуку представляються користувачам, група дослідників Північно-Східного університету порівняла сукупний набір пошукових запитів зареєстрованих користувачів із контрольною групою. Дослідницька група виявила, що 11,7% результатів показують відмінності внаслідок персоналізації; однак це сильно варіюється в залежності від пошукового запиту та позиції рейтингу результатів.  З різних перевірених факторів два з них, що мали помітний вплив, входили в систему за допомогою облікового запису Google та IP-адреси пошукових користувачів. Слід також зазначити, що результати з високим ступенем персоналізації включають компанії та політику. Одним із факторів, що обумовлюють персоналізацію, є локалізація результатів, а запити компанії показують місця розташування магазинів, що відповідають місцеперебуванню користувача. Так, наприклад, якщо користувач шукав "продаж вживаних автомобілів", Google може давати результати місцевих автосалонів у своєму районі. З іншого боку, запити з найменшою кількістю персоналізації включають фактичні запити ("що таке") та стан здоров'я. 
Вимірюючи персоналізацію, важливо виключити фоновий шум. У цьому контексті одним із типів фонових шумів є ефект перенесення. Ефект перенесення можна визначити наступним чином: коли користувач виконує пошук і слідує за ним з подальшим пошуком, на результати другого пошуку впливає перший пошук. Примітний момент полягає в тому, що найвищі рейтингові URL - адреси рідше змінюються на основі персоналізації, причому більшість персоналізації відбувається в нижчих рангах. Це стиль персоналізації, заснований на недавній історії пошуку, але він не є послідовним елементом персоналізації, оскільки за даними дослідників явище закінчується через 10 хвилин. 

## Фільтр міхур
Було піднято кілька занепокоєнь щодо персоналізованого пошуку. Це зменшує ймовірність пошуку нової інформації, зміщуючи результати пошуку до того, що користувач уже знайшов. Він вводить потенційні проблеми конфіденційності, коли користувач може не знати, що їх результати пошуку персоналізовані для них, і дивується, чому речі, які їх цікавлять, стали такими актуальними. Така проблема була вигадана автором Елі Паризером як "бульбашка фільтра". Він стверджує, що люди дозволяють великим вебсайтам керувати їхньою долею та приймати рішення на основі величезної кількості даних, яку вони збирають про окремих людей. Це може ізолювати користувачів у їхньому світі або "фільтрувати бульбашки" там, де вони бачать лише ту інформацію, яку хочуть, такий наслідок "Синдрому дружнього світу". Як результат, люди набагато менше поінформовані про проблеми в країнах, що розвиваються, що може ще більше збільшити розрив між Північчю (розвинені країни) та Півднем (країни, що розвиваються). 
Методи персоналізації та те, наскільки корисно "просувати" певні результати, які регулярно показуються під час пошуків однодумцями в одній спільноті. Метод персоналізації дозволяє дуже легко зрозуміти, як створюється бульбашка фільтра. Оскільки певні результати натрапляють і більше розглядаються окремими людьми, інші результати, яким вони не сприяють, відходять у невідомість. Оскільки це відбувається на рівні загальної громади, це призводить до того, що громада, свідомо чи ні, ділиться перекошеною перспективою подій. 
Особливою проблемою для деяких частин світу є використання персоналізованого пошуку як форми контролю над людьми, які використовують пошук, лише надаючи їм певну інформацію (вибіркова експозиція). Це може бути використано для того, щоб надати особливий вплив на такі обговорювані теми, як контроль над зброєю або навіть примусити людей стати на бік певного політичного режиму в різних країнах.  Попри те, що повний контроль з боку конкретного уряду лише за допомогою персоналізованого пошуку є простим напрямком, контроль над інформацією, яка легко доступна під час пошуку, легко контролюється найбагатшими корпораціями. Найбільшим прикладом корпорації, яка контролює інформацію, є Google. Google не лише передає вам потрібну інформацію, але іноді вони використовують ваш персоналізований пошук, щоб спрямувати вас до власних компаній чи філій. Це призвело до повного контролю над різними частинами Інтернету та витіснення їхніх конкурентів, таких як те, як Карти Google взяли на себе основний контроль над онлайн-картою та напрямками з MapQuest та іншими, змушеними відійти на заднє місце. 
Багато пошукових систем використовують стратегії профілювання користувачів, засновані на концепціях, які виводять лише теми, які користувачів дуже цікавлять, але для досягнення найкращих результатів, на думку дослідників Вай-Тін та Дік Луна, слід враховувати як позитивні, так і негативні переваги. Такі профілі, застосовуючи негативні та позитивні переваги, призводять до найвищої якості та найрелевантніших результатів, відокремлюючи однакові запити від не схожих. Наприклад, введення слова "яблуко" може стосуватися фруктів або комп'ютера Macintosh, а обидва уподобання допомагають пошуковим системам дізнатися, яке яблуко користувач насправді шукає на основі натиснутих посилань. Однією з концепцій-стратегій, яку дослідники придумали для вдосконалення персоналізованого пошуку та отримання як позитивних, так і негативних переваг, є метод, що базується на кліках. Цей метод фіксує інтереси користувача на основі посилань, на які вони натискають у списку результатів, одночасно знижуючи рейтинг неклікованих посилань. 
Ця функція також має глибокий вплив на галузь оптимізації пошукових систем завдяки тому, що результати пошуку більше не будуть класифікуватися однаково для кожного користувача.  Приклад цього можна знайти у фільмі "Фільтрувальний міхур" Елі Паризера, де у нього було два друзі, які ввели "BP" у рядок пошуку Google. Один друг знайшов інформацію про розлив нафти BP у Мексиканській затоці, а інший - інформацію про інвестиції. 
Деякі відзначають, що персоналізовані результати пошуку служать не лише для налаштування результатів пошуку користувача, але й реклами. Це було розкритиковано як вторгнення в приватне життя. 

## Справа Google
Важливим прикладом персоналізації пошуку є Google. Існує безліч програм Google, усі з яких можна персоналізувати та інтегрувати за допомогою облікового запису Google. Для персоналізації пошуку не потрібен обліковий запис. Однак людина майже позбавлена вибору, оскільки стільки корисних продуктів Google доступні лише за наявності облікового запису Google. Інформаційна панель Google, представлена в 2009 році, охоплює понад 20 продуктів та послуг, включаючи Gmail, Календар, Документи, YouTube тощо  що відстежує всю інформацію безпосередньо під власним іменем. Безкоштовний користувацький пошук Google доступний як для приватних осіб, так і для великих компаній, забезпечуючи можливість пошуку для окремих вебсайтів та керуючи корпоративними сайтами, такими як New York Times . Високий рівень персоналізації, який був доступний у Google, зіграв значну роль, допомагаючи залишатися найулюбленішою пошуковою системою у світі.
Одним із прикладів можливості Google персоналізувати пошук є використання Новин Google. Google підготував свої новини, щоб показати всім декілька подібних статей, які можна вважати цікавими, але як тільки користувач прокручує сторінку вниз, можна помітити, що статті новин починають відрізнятися. Google враховує минулі пошукові запити, а також місцеперебування користувача, щоб переконатися, що місцеві новини потрапляють до них першими. Це може призвести до набагато легшого пошуку та зменшення часу на перегляд усіх новин, щоб знайти потрібну інформацію. Проблема, однак, полягає в тому, що дуже важливу інформацію можна затримати, оскільки вона не відповідає критеріям, встановленим програмою для конкретного користувача. Це може створити " міхур фільтра ", як описано раніше. 
Цікавим моментом щодо персоналізації, яку часто ігнорують, є боротьба конфіденційності та персоналізації. Хоча ці два варіанти не повинні бути взаємовиключними, часто буває так, що коли одне стає більш помітним, це компрометує інше. Google надає людям безліч послуг, і багато з цих служб не вимагають збору інформації про людину, щоб її можна було налаштувати. Оскільки з цими послугами немає загрози вторгнення в конфіденційність, баланс був схилений на користь персоналізації над конфіденційністю, навіть коли справа стосується пошуку. Оскільки люди отримують користь від зручності налаштування інших своїх служб Google, вони бажають кращих результатів пошуку, навіть якщо це відбувається шляхом приватної інформації. Де провести межу між інформацією та компромісом між результатами пошуку - це нова територія, і Google приймає це рішення. Поки люди не отримують повноважень контролювати інформацію, яка збирається про них, Google не захищає конфіденційність. Популярність Google як пошукової системи та Інтернет-браузера дозволила їй набрати багато потужності. Їх популярність створила мільйони імен користувачів, які використовувались для збору величезної кількості інформації про людей. Google може використовувати різні методи персоналізації, такі як традиційний, соціальний, географічний, IP-адреса, браузер, файли cookie, час доби, рік, поведінка, історія запитів, закладки тощо. Хоча персоналізація результатів пошуку Google на основі того, що користувачі шукали раніше, може мати свої переваги, але це має негативні наслідки.   За допомогою цієї інформації Google вирішив увійти в інші сектори, якими він володів, наприклад, відео, обмін документами, покупки, карти та багато іншого. Google зробив це, спрямувавши шукачів на власні послуги, що пропонуються, на відміну від інших, таких як MapQuest.
За допомогою персоналізації пошуку Google подвоїв свою частку ринку відео, приблизно до вісімдесяти відсотків. Легальне визначення монополії - це коли фірма отримує контроль від семи десяти до вісімдесяти відсотків ринку. Google посилив цю монополію, створивши значні бар'єри для входу, такі як маніпулювання результатами пошуку, щоб показати власні послуги. Це добре видно з того, що Карти Google - це перше, що зображається у більшості пошукових запитів.
Аналітична фірма Experian Hitwise заявила, що з 2007 року через це MapQuest скоротив обсяги наполовину. Інші статистичні дані приблизно за той же час включають Photobucket, що перевищує від двадцяти відсотків частки ринку до лише трьох відсотків, Myspace - від дванадцяти відсотків частки ринку до менш ніж одного відсотка та ESPN від восьми відсотків до чотирьох відсотків частки ринку. Що стосується зображень, Photobucket зросла з 31% у 2007 році до 10% у 2010 році, а Yahoo Images - з 12% до 7%. Стає очевидним, що спад цих компаній відбувся через збільшення частки ринку від Google з 43% у 2007 році до приблизно 55% у 2009 році.
Можна сказати, що Google є більш домінантним, оскільки вони надають кращі послуги. Однак компанія Experian Hitwise також створила графіки, що показують частку ринку приблизно п'ятнадцяти різних компаній одночасно. Це було зроблено для кожної категорії з урахуванням частки ринку фотографій, відео, пошуку продуктів тощо. Графік пошуку товару є достатнім свідченням впливу Google, оскільки їх кількість за місяць зросла з 1,3 мільйона унікальних відвідувачів до 11,9 унікальних відвідувачів. Таке зростання може відбутися лише зі зміною процесу.
Зрештою, є дві спільні теми з усіма цими графіками. По-перше, частка ринку Google має прямо зворотне відношення до частки ринку провідних конкурентів. По-друге, це прямо зворотне співвідношення почалося приблизно у 2007 році, тобто приблизно в той час, коли Google почав використовувати свій метод "Універсальний пошук". 
Однією з найважливіших переваг персоналізованого пошуку є підвищення якості рішень, які приймають споживачі. Інтернет зробив трансакційні витрати на отримання інформації значно нижчими, ніж будь-коли. Однак здатність людини обробляти інформацію значно не розширилася.  Зіткнувшись з величезною кількістю інформації, споживачі потребують складного інструменту, який допоможе їм приймати якісні рішення. Два дослідження вивчали ефекти персоналізованих інструментів скринінгу та замовлення, і результати показують позитивну кореляцію між персоналізованим пошуком та якістю рішень споживачів.
Перше дослідження провела Крістін Діл з Університету Південної Кароліни. Її дослідження виявило, що зменшення вартості пошуку призвело до зниження якості вибору. Причиною цього відкриття було те, що "споживачі роблять гірший вибір, оскільки менші витрати на пошук змушують їх розглядати неповноцінні варіанти". Це також показало, що якщо споживачі мають на увазі конкретну мету, вони будуть продовжувати свій пошук, що призведе до ще гіршого рішення.  Дослідження Джеральда Хаубля з Альбертського університету та Бенедикта Г. К. Деллаерта з Маастрихтського університету головним чином зосереджувалося на системах рекомендацій. Обидва дослідження дійшли висновку, що персоналізована система пошуку та рекомендацій значно покращила якість рішень споживачів та зменшила кількість перевірених товарів. 

## Моделі
Персоналізований пошук набуває популярності завдяки попиту на більш релевантну інформацію та тому, що більшість людей дійсно могли б використовувати певну особисту інформацію, таку як персоналізований пошук. Дослідження показали низький рівень успіху серед основних пошукових систем у наданні відповідних результатів; у 52% із 20 000 запитів пошуковці не знайшли відповідних результатів у документах, які Google повернув.  Персоналізований пошук може значно покращити якість пошуку, і головним чином є два шляхи досягнення цієї мети.
Перша доступна модель базується на історичних пошукових запитах користувачів та місцях пошуку. Люди, мабуть, знайомі з цією моделлю, оскільки вони часто знаходять результати, що відображають їхнє поточне місцезнаходження та попередні пошуки.
Існує ще один спосіб персоналізації результатів пошуку. У роботі Брача Шапіри та Боаза Забара «Персоналізований пошук: інтеграція співпраці та соціальних мереж» Шапіра та Забар зосередилися на моделі, яка використовує систему рекомендацій.  Ця модель показує результати інших користувачів, які шукали подібні ключові слова. Автори дослідили пошук за ключовими словами, систему рекомендацій та систему рекомендацій із соціальною мережею, яка працює окремо, та порівнюють результати з точки зору якості пошуку. Результати показують, що персоналізована пошукова система з системою рекомендацій дає результати кращої якості, ніж стандартна пошукова система, і що система рекомендацій із соціальною мережею навіть покращується більше.
Недавня стаття " Персоналізація пошуку з вбудованими програмами" показує, що нова модель вбудовування для персоналізації пошуку, де користувачі вбудовані в актуальний простір інтересів, дає кращі результати пошуку, ніж сильні моделі, які навчаються до ранжування.

## Недоліки
Хоча існують задокументовані переваги впровадження персоналізації пошуку, існують також аргументи проти її використання. Основою цього аргументу проти його використання є те, що він обмежує результати пошуку користувачів Інтернету матеріалом, який відповідає інтересам та історії користувачів. Це обмежує можливість користувачів потрапляти до матеріалів, які мали б відношення до пошукового запиту користувача, але через те, що частина цього матеріалу відрізняється від інтересів та історії користувача, матеріал не відображається користувачеві. Персоналізація пошуку виводить об’єктивність із пошукової системи і підриває систему. "Об'єктивність мало значення, коли ти знаєш, що шукаєш, але її відсутність є проблематичною, коли ти цього не робиш".  Інша критика персоналізації пошуку полягає в тому, що вона обмежує основну функцію Інтернету: збір та обмін інформацією. Персоналізація пошуку заважає користувачам легко отримати доступ до всієї можливої інформації, доступної для конкретного пошукового запиту. Персоналізація пошуку додає упередженості пошуковим запитам користувача. Якщо користувач має певний набір інтересів чи історію Інтернету і використовує Інтернет для дослідження спірної проблеми, результати пошуку користувача відображатимуть це. Користувач може не мати обох сторін питання та пропустити потенційно важливу інформацію, якщо інтереси користувача схиляються до тієї чи іншої сторони. Дослідження, проведене щодо персоналізації пошуку та його впливу на результати пошуку в Google News, призвело до того, що різні користувачі генерували різні замовлення новин, навіть незважаючи на те, що кожен користувач вводив однаковий пошуковий запит. За словами Бейтса, "лише 12% пошукачів мали однакові три історії в однаковому порядку. Для мене це підтвердження prima facie того, що відбувається фільтрація ".  Якщо персоналізація пошуку не була активною, теоретично всі результати мали б бути однаковими історіями в однаковому порядку.
Ще одним недоліком персоналізації пошуку є те, що такі інтернет-компанії, як Google, збирають та потенційно продають Інтернет-інтереси та історії своїх користувачів іншим компаніям. Це порушує питання конфіденційності щодо того, чи приємно людям працювати з компаніями, які збирають та продають свою Інтернет-інформацію без їхньої згоди чи відома. Багато користувачів Інтернету не знають про використання персоналізації пошуку, і ще менше знають, що дані користувачів є цінним товаром для інтернет-компаній.

## Сайти, які його використовують
Е. Паризер, автор фільтру «Бульбашок», пояснює, як існують відмінності, які персоналізація пошуку має як у Facebook, так і в Google. Facebook реалізує персоналізацію, коли йдеться про кількість речей, якими люди діляться, і які сторінки їм "подобаються". Соціальна взаємодія людини, профіль якої вони відвідують найбільше, з ким вони спілкуються чи спілкуються, - це всі показники, які використовуються, коли Facebook використовує персоналізацію. Замість того, що поділяють люди, є показником того, що відфільтровано, Google враховує те, що ми натискаємо, щоб відфільтрувати те, що з’являється під час наших пошуків. Крім того, пошукові запити у Facebook не обов’язково такі приватні, як пошукові в Google. Facebook залучає більше громадськості, а користувачі діляться тим, що хочуть бачити інші люди. Навіть під час позначення фотографій Facebook використовує персоналізацію та розпізнавання обличчя, які автоматично призначають ім’я особі. Кнопка Facebook на кшталт використовує своїх користувачів для власної персоналізації вебсайту. Те, які публікації користувач коментує або їм подобається, повідомляє Facebook, який тип публікацій він буде зацікавлений у майбутньому. На додаток до цього, це допомагає їм передбачити, який тип публікацій вони будуть «коментувати, ділитися або спамувати в майбутньому».  Прогнози об’єднані разом, щоб отримати один показник відповідності, який допомагає Facebook вирішити, що вам показати, а що відфільтрувати.  У 2016 році Facebook представив реакції (Love, Thankful, Haha, Wow, Sad, and Angry) на додаток до того, що сподобався допис.  "Facebook дізнався, що будь-яка реакція, яка залишається на допис, є вагомим показником того, що користувач був зацікавлений у цій публікації більше, ніж будь-які інші" сподобалися "публікації".  Facebook починає зважувати реакції так само, як і лайки. Отже, навіть якщо ви залишите «гнівну» реакцію на допис, Facebook відображатиме дописи у стрічці користувача, оскільки користувач виявив до цього інтерес. 
Що стосується Google, користувачам надаються схожі вебсайти та ресурси на основі того, на що вони спочатку натискають. Існують навіть інші вебсайти, які використовують тактику фільтрування, щоб краще дотримуватися вподобань користувачів. Наприклад, Netflix також судить з історії пошуку користувачів, щоб запропонувати фільми, які можуть їх зацікавити в майбутньому. Існують такі сайти, як Amazon, а особисті магазини також використовують історію інших людей, щоб краще задовольнити їхні інтереси. Twitter також використовує персоналізацію, "пропонуючи" іншим людям підписатися. Крім того, виходячи з того, за ким хто «підписується», «твітує» та «ретвітує» на сайті, Twitter відфільтровує пропозиції, найбільш актуальні для користувача. LinkedIn персоналізує результати пошуку на двох рівнях.  Федеральний пошук LinkedIn використовує намір користувача персоналізувати вертикальний порядок. Наприклад, для того самого запиту, як "інженер-програміст", залежно від того, чи шукач має найм чи намір шукати роботу, йому або їй подають людей або робочі місця як основну вертикаль. У межах кожної вертикалі, наприклад, пошук людей, рейтинг результатів також персоналізується, беручи до уваги схожість та соціальні відносини між пошуковими особами та результатами. Марк Цукерберг, засновник Facebook, вважав, що люди мають лише одну особистість. Е. Паризер стверджує, що це абсолютно неправда, а персоналізація пошуку - це лише ще один спосіб довести, що це неправда. Хоча персоналізований пошук може здатися корисним, він не дуже точно відображає будь-яку особу. Бувають випадки, коли люди також шукають речі та діляться ними, щоб покращити себе. Наприклад, хтось може шукати та ділитися політичними статтями та іншими інтелектуальними статтями. Є багато сайтів, які використовуються для різних цілей, що не становлять одну людину, особистість взагалі, але дають неправильні уявлення замість цього. 

## Інтернет-магазини
Такі пошукові системи, як Google та Yahoo! використовуйте персоналізований пошук, щоб залучити можливих клієнтів до продуктів, які відповідають їх передбачуваним бажанням. На основі великої кількості зібраних даних, що агрегуються за допомогою вебкліків, пошукові системи можуть використовувати персоніфікований пошук для розміщення реклами, яка може викликати інтерес у людини. Застосування персоналізованого пошуку може допомогти споживачам швидше знайти те, що вони хочуть, а також допоможе підібрати товари та послуги приватним особам на більш спеціалізованих та / або нішевих ринках. Багато з цих продуктів або послуг, що продаються за допомогою персоналізованих результатів в Інтернеті, з великим трудом продаватимуться у цегляних магазинах. Такі типи товарів та послуг називаються предметами з довгим хвостом.  Застосування персоналізованого пошуку дозволяє швидше відкрити товари та послуги для споживачів та зменшує кількість необхідних рекламних грошей, витрачених на охоплення цих споживачів. Крім того, використання персоналізованого пошуку може допомогти компаніям визначити, яким особам слід пропонувати онлайн-коди купонів на їхні товари та / або послуги. Відстежуючи, чи переглянув фізична особа їх вебсайт, розглядав можливість придбання товару чи раніше здійснив покупку, компанія може розміщувати рекламу на інших вебсайтах, щоб охопити цього конкретного споживача, намагаючись змусити їх зробити покупку.
Окрім допомоги споживачам та бізнесу у пошуку один одного, пошукові системи, що забезпечують персоналізований пошук, приносять велику користь. Чим більше даних буде зібрано про особу, тим більш персоналізованими будуть результати. Своєю чергою, це дозволяє пошуковим системам продавати більше реклами, тому що компанії розуміють, що у них буде краща можливість продавати приватним особам із високим відсотком, ніж середнім та низьким. Цей аспект персоналізованого пошуку викликає гнів у багатьох вчених, таких як Вільям Бадке та Елі Паризер, оскільки вони вважають, що персоналізований пошук зумовлений бажанням збільшити доходи від реклами. Крім того, вони вважають, що персоналізовані результати пошуку часто використовуються, щоб спонукати людей користуватися продуктами та послугами, що пропонуються певною пошуковою системою або будь-якою іншою компанією, яка співпрацює з ними. Наприклад, Google, який здійснює пошук у будь-якій компанії, що має принаймні одне цегляне розташування, запропонує карту, що відображає найближче місцезнаходження компанії за допомогою сервісу Google Maps, як перший результат запиту.  Для того, щоб використовувати інші картографічні послуги, такі як MapQuest, користувачеві доведеться глибше заглибитися в результати. Інший приклад стосується більш розмитих запитів. Пошук слова "взуття" за допомогою пошукової системи Google запропонує кілька оголошень взуттєвим компаніям, які платять Google за посилання на свій вебсайт як перший результат на запити споживачів.